# Nechirvan Idris Barzani
Nechirvan Idris Barzani (kurdiska: نێچیرڤان بارزانی) eller Nêçîrvan Îdrîs Barzanî, född 21 september 1966 i Barzan, är en kurdisk politiker och nuvarande president i KRG (Kurdistans regionala regering) i Irakiska Kurdistan. Hans styre är en kombination av kurdisk nationalism, nationalkonservatism, modernism, klassisk liberalism och ordoliberalism.  
Några av Barzanis initiativ inkluderar att stärka mänskliga rättigheter, främja marknadsliberala investeringslagar och välfärd, samt satsa på utbildning och infrastruktur. Barzani har stärkt relationerna med USA, EU, Frankrike och gulfstaterna, samtidigt har han även goda relationer med Iran, Ryssland, Turkiet och Kina.

## Privatliv
Barzani föddes 1966 i staden Barzan i norra Irak. Hans familj tvingades i exil till Iran. Han följde ofta sin far, Idris Barzani, på officiella besök i Mellanöstern och europeiska länder. Efter sin fars plötsliga död 1987 tog han aktiv roll i kurdisk politik och arbetade i PDK:s ungdomsorganisation. Han är gift och har fem barn; barzani talar kurdiska, persiska, franska, engelska, italienska och ryska.

## Politiska karriär
Han valdes in i centralkommittén för PDK vid dess 10:e kongress 1989 och omvaldes vid den 11:e kongressen 1993, då han tillträdde en position i politbyrån. Efter Gulfkriget 1991 deltog han i förhandlingarna med den irakiska regeringen. År 1996 utsågs han till vice premiärminister i det av Kurdistans demokratiska parti kontrollerade området i norra Irak. Efter enandet av de viktigaste kurdiska partierna och bildandet av KRG (Kurdistans regionala regering), hölls val och Barzani blev utsedd till premiärminister i mars 2006. Hans mandatperiod förväntades att sluta 2008, men efter en överenskommelse med koalitionen vid makten blev Barzanis mandatperiod förlängd fram till valet 2009.
Från september 2009 till januari 2012 ersattes Barzani av Barham Salih från den styrande KDP-PUK-koalitionen. Barzani omvaldes som premiärminister 2012 som en del av en politisk överenskommelse i den styrande koalitionen.

## Styre 1999-idag
Nechirvan Barzani var tidigare Kurdistans premiärminister i tre omgångar från mars 1999 till oktober 2004, mars 2007 till augusti 2009 och mars 2012 till maj 2019. Sedan juni 2019 har han varit Kurdistans president då han fick majoriteten av rösterna i valet 2019.
President Barzani har blivit alltmer autokratisk, och Kurdistan har gått in i en fas av europeisering, modernisering och nära relationer med USA, Ryssland, Europa, Iran och Gulfstater.
Barzani introducerade även radikala reformer, en serie ekonomiska, sociala och politiska reformer med den proklamerade avsikten att omvandla Kurdistan till en global ekonomisk makt, ett västerländskt land och modernisera nationen genom att förstatliga vissa industrier och utveckla infrastrukturen. Reformprogrammet byggdes speciellt för att försvaga de klasser som stödde det traditionella systemet. Den bestod av flera delar, inklusive jordreform, försäljning av några statligt ägda fabriker för att finansiera denna jordreform, berättigande av kvinnor, förstatligande av skogar och betesmarker, bildande av en läskunnighetskår och inrättande av vinstdelningssystem för arbetare i industrin.